# Livingston (Alabama)
Livingston és una població dels Estats Units a l'estat d'Alabama. Segons el cens del 2000 tenia 3.297 habitants.

## Demografia
Segons el cens del 2000, Livingston tenia 3.297 habitants, 1.368 habitatges, i 731 famílies. La densitat de població era de 178,8 habitants/km².
Dels 1.368 habitatges en un 29,4% hi vivien nens de menys de 18 anys, en un 30% hi vivien parelles casades, en un 20,2% dones solteres, i en un 46,5% no eren unitats familiars. En el 35,5% dels habitatges hi vivien persones soles el 10,8% de les quals corresponia a persones de 65 anys o més que vivien soles. El nombre mitjà de persones vivint en cada habitatge era de 2,31 i el nombre mitjà de persones que vivien en cada família era de 3,14.
Per edats la població es repartia de la següent manera: un 26,2% tenia menys de 18 anys, un 23,7% entre 18 i 24, un 24,2% entre 25 i 44, un 16,5% de 45 a 60 i un 9,4% 65 anys o més.
L'edat mediana era de 25 anys. Per cada 100 dones hi havia 85,9 homes. Per cada 100 dones de 18 o més anys hi havia 78 homes.
La renda mediana per habitatge era de 13.516 $ i la renda mediana per família de 22.500 $. Els homes tenien una renda mediana de 31.838 $ mentre que les dones 20.833 $. La renda per capita de la població era d'11.640 $. Aproximadament el 39,4% de les famílies i el 46,1% de la població estaven per davall del llindar de pobresa.

## Poblacions més properes
El següent diagrama mostra les poblacions més properes.